# Vitrail de la Renaissance
Le Vitrail de la Renaissance ou Vitrail des inventions, découvertes et travaux qui ont signalé l'époque de la Renaissance entre 1450 et 1550 est un vitrail présenté au musée du Louvre.

## Description
C'est un grand vitrail avec de multiples scènes.
- Tableau central (Robert-Fleury) : Louis XI recevant la première Bible imprimée en France, avec en dessous les armes de Strasbourg, Mayence et Venise, les 3 villes où sont nées l'imprimerie et la typographie.
- Scène à gauche : une femme avec les attributs de la peinture qui personnifie l'Art
- Scène à droite : un homme tenant un livre symbolisant la Science.
- Lunette supérieure : Christophe Colomb débarquant en Amérique.

Des ornements complètent la scène et sont inspirés de l'art maniériste : cuirs, candélabres et putti.
- Plus bas on trouve 3 scènes : Faience/Émaux symbolisés par Léonard Limosin, Peinture à l'huile représenté par Jan van Eyck et les vieilles gravures par Maso Finiguerra.

## Historique
Le vitrail a été conçu dans le style Renaissance très en faveur pendant la monarchie de Juillet.
Il a été réalisé dans la manufacture de Sèvres. Il a été présenté comme accueil de l'Exposition des produits de l'industrie de 1838.
Il devait être installé au Louvre dans l'escalier Henri II. Mais il a été placé en 1841 dans la fenêtre centrale du premier étage du Pavillon de l'Horloge du Louvre, puis installé dans l'escalier Colbert en 1857.)

## Galerie

Détails :
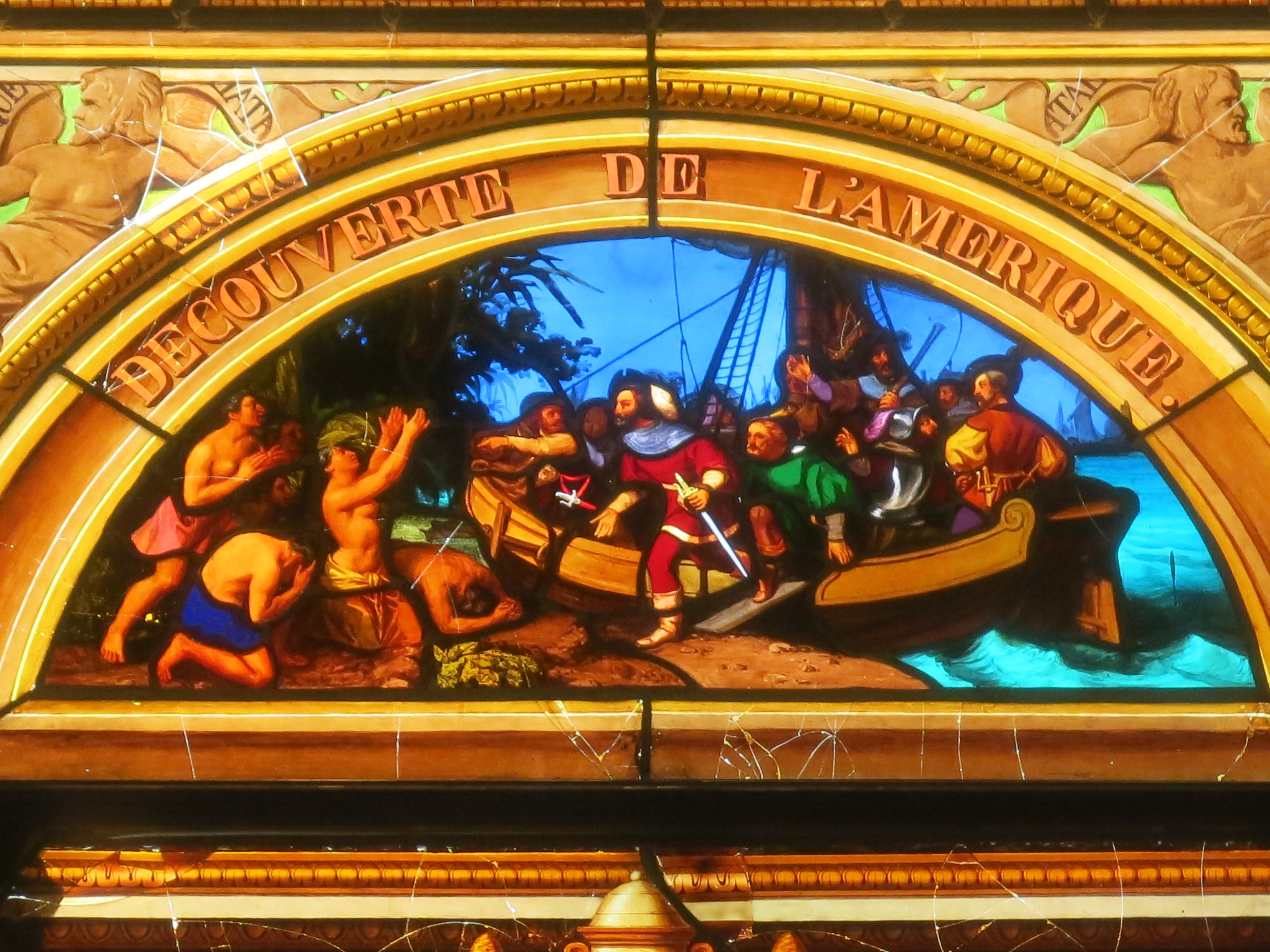
Christophe Colomb débarquant en Amérique
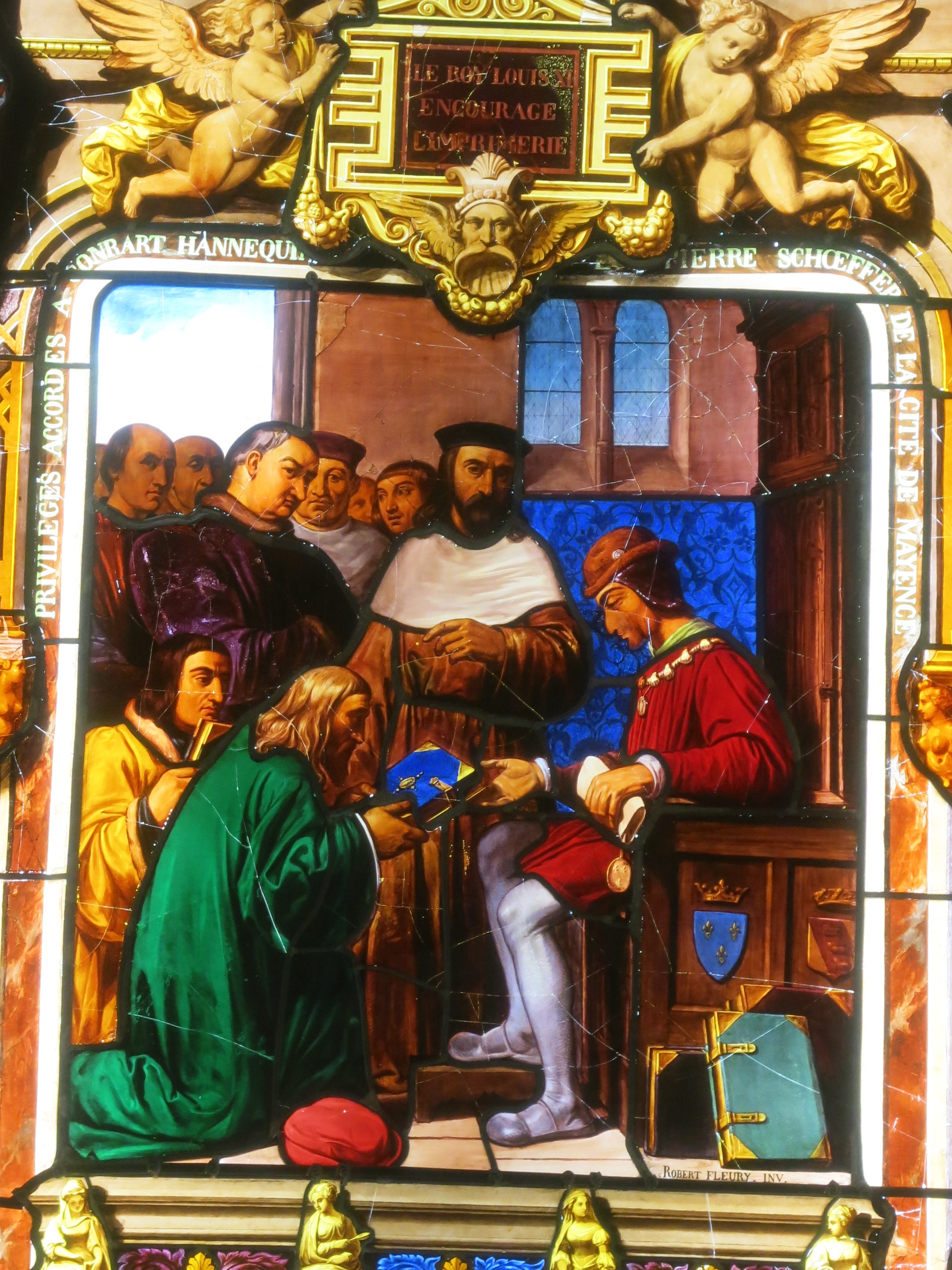
Louis XI recevant la première Bible imprimée